# Новоберецьке
Новобере́цьке — село в Україні, у Лозівському районі Харківської області. Населення становить 410 осіб. Входить до складу Олексіївської сільської громади.

## Географія
Село Новоберецьке знаходиться біля залізничної станції Новоберецька. На відстані до 5 км знаходяться витоки річок Гомільша, Берека, Берестова. До села примикає великий лісовий масив (дуб). Поруч проходить автомобільна дорога Т 2107.

## Історія
- 1675 — дата заснування.

## Населення

### Мова
Розподіл населення за рідною мовою за даними :
| Мова            | Кількість | Відсоток |
| --------------- | --------- | -------- |
| російська       | 295       | 71.95%   |
| українська      | 114       | 27.81%   |
| інші/не вказали | 1         | 0.24%    |
| Усього          | 410       | 100%     |

## Економіка
- Молочно-товарна ферма.

## Об'єкти соціальної сфери
- Фельдшерсько-акушерський пункт.

## Пам'ятки
- У села виявлене поселення черняхівської культури.